# Jacques Caro
Jacobus Philippus (Jacques) Caro, vaak vermeld als Jac. Ph. Caro, (Utrecht, 11 september 1881 – aldaar, 15 februari 1933) was een Nederlands zanger en onderwijzer. Zijn stembereik was bas-bariton.

## Achtergrond
Hij werd geboren binnen het gezin van beeldhouwer Johannes Nicolaas Caro en diens derde vrouw Geeske Wentzel. Hijzelf trouwde Clasina Marie van Loo, en kreeg met haar een zoon en een dochter.

## Onderwijs
Caro bezocht als jongen de openbare lagere school aan de Van Wijckstraat in Utrecht. Het hoofd der school, de heer van Loo, die later zijn zwager werd, zorgde ervoor dat hij, in plaats van in militaire dienst te gaan, opgeleid werd om onderwijzer te worden. Hij studeerde daartoe aan de rijksnormaalschool. Een van de eerste scholen waar hij les gaf was de openbare lagere school aan het Nicolaas-kerkhof. Hij zong graag met de kinderen. Als hij zong, en de ramen van het schoollokaal stonden open, dan bleven de mensen op straat in groepen staan luisteren.
Later is Caro hoofd der school geworden van de openbare lagere school aan de Poortstraat. Vanaf 1926 leidde hij de openbare school op Amsterdamsestraatweg 146a, en ging hij wonen in de bijbehorende ambtswoning op Amsterdamsestraatweg 146. Rond 1928 werd hij hoofd van de Scheepstra-school aan de Marnixlaan.
Naast zijn werk als onderwijzer en hoofd der school, gaf Caro zangles aan de Rijkskweekschool voor Onderwijzers aan de Maliebaan.

## Muziek

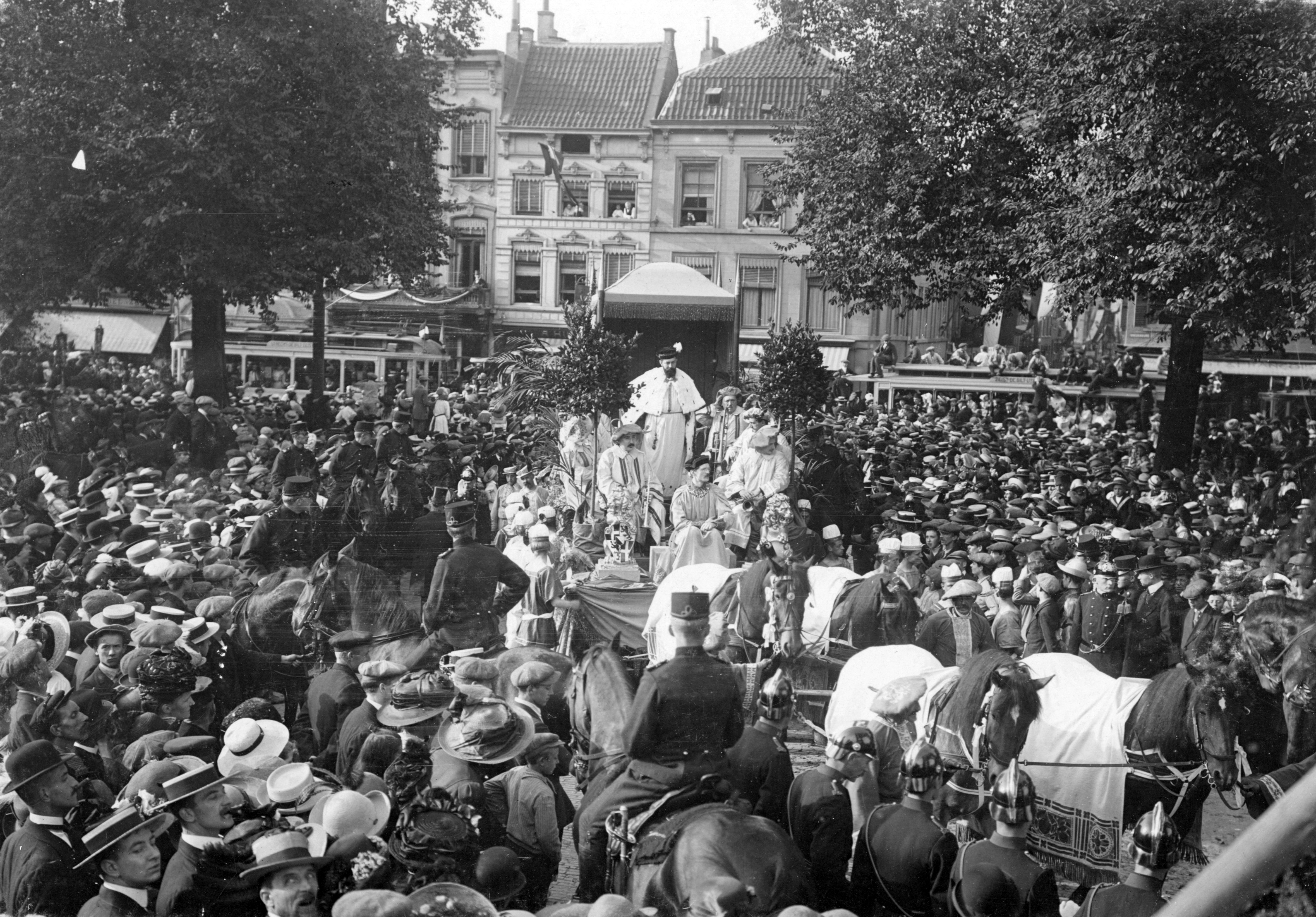
Caro staand op een praalwagen, tijdens het Feest van Kleur en Klank, Utrecht 1913

Naast zijn opleiding tot onderwijzer bekwaamde Caro zich in de zangkunst via een opleiding aan het Amsterdams Conservatorium bij Hendrik van Oort. Ook zangpedagoge Magdalena Geertruida Meerum Terwogt bemoeide zich met zijn opleiding. Na die opleiding zong hij voornamelijk in oratoria; hij reisde daarvoor het gehele land door. 
Alphons Diepenbrock bewerkte zijn Vondels vaart naar Agrippine voor hem, voor een uitvoering in het Concertgebouw onder leiding van hemzelf. Caro zou een aantal keren Diepenbrocks Te Deum meezingen. Caro zou 59 keer optreden met het Concertgebouworkest.
Van zijn hand verscheen Noten lezen en zingen, een combinatie van zijn hobby (zingen) en beroep (onderwijs). Zijn stem is in diverse plaatopnames bewaard gebleven. Hij was betrokken bij de Nederlandse première van Gustav Mahlers Lieder eines fahrenden Gesellen (Haarlem, Haarlemse Orkest Vereniging onder leiding van Christiaan Pieter Willem Kriens). 
Van 1923 tot 1933 leidde Caro de Volkszangdagen in Utrecht, die tot doel hadden om de volkszang te bevorderen.

## Zijn laatste aria

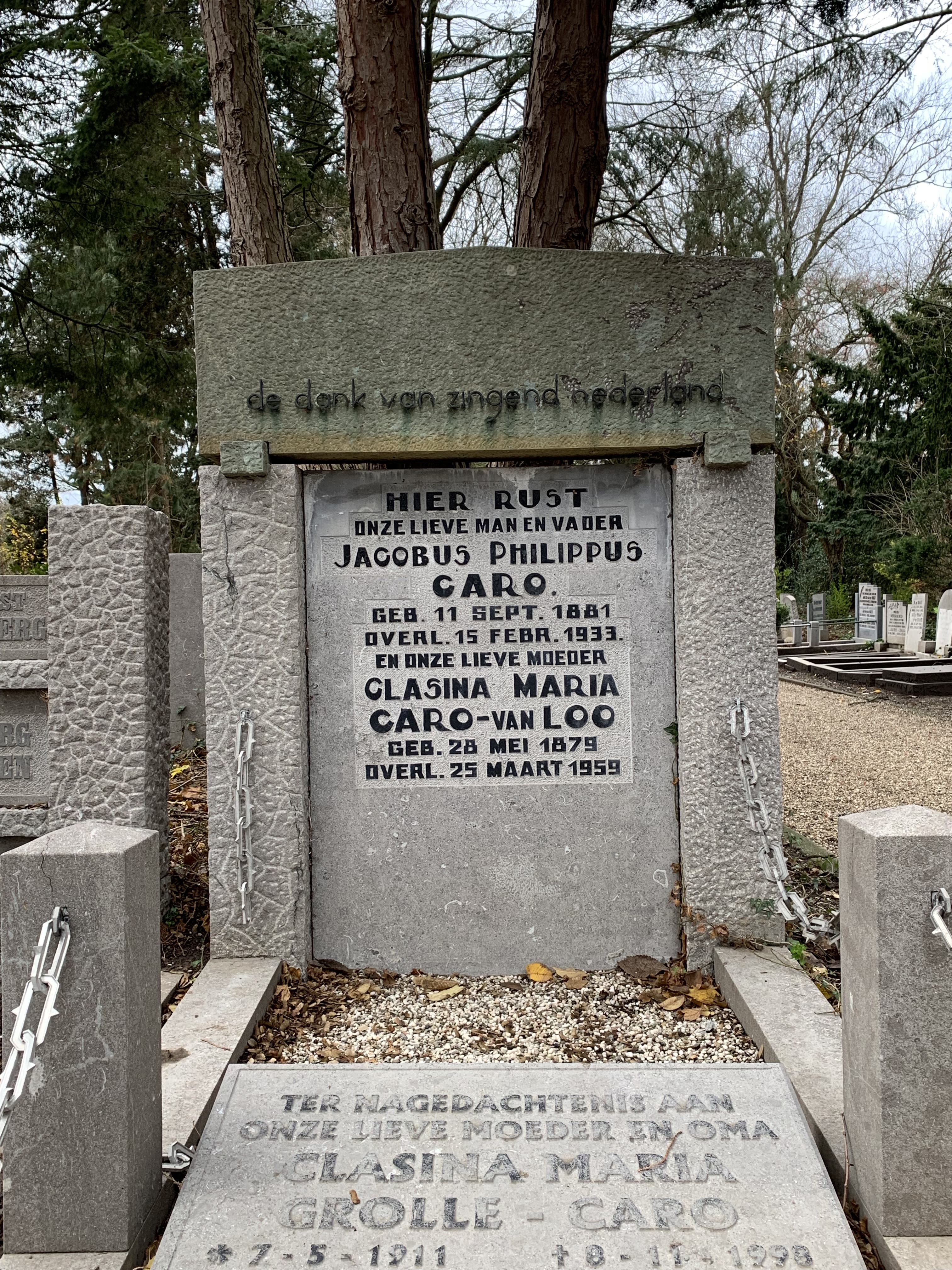
Graf van Jac.Ph. Caro, zijn vrouw C.M. Caro - van Loo en zijn dochter C.M. Grolle - Caro (Begraafplaats Tolsteeg, vak 31, Utrecht, 2018)

Op 15 februari 1933 trad Caro op in  concertgebouw Tivoli in Utrecht, tijdens het veertiende abonnementsconcert van het Utrechts Stedelijk Orkest. Hij zong een aria uit de opera Der fliegende Holländer van Richard Wagner. Na de strofe
Nirgends ein Grab!
Niemals der Tod!
Dies der Verdamnis Schreckgebot,
dies der Verdamnis Schrekgebot!
zeeg hij ineen, greep tevergeefs de lessenaar van de dirigent vast en viel van het podium. Kort daarna werd vastgesteld dat hij overleden was. In vele kranten door het hele land verschenen artikelen over zijn leven en zijn plotselinge dramatische overlijden. Onder grote belangstelling werd hij begraven op Begraafplaats Tolsteeg, alwaar een jaar na zijn dood een gedenksteen werd geplaatst.